# باب كلارك
باب كلارك (بالإنجليزية: Babe Clark)‏ هو لاعب كرة قدم أمريكية أمريكي، ولد في 7 مايو 1889 في Avon, New York ‏ في الولايات المتحدة، وتوفي في 10 يناير 1974.

## وصلات خارجية
- باب كلارك على موقع مرجع كرة القدم المحترفة.كوم (الإنجليزية)
- باب كلارك على موقع JustSportsStats.com (الإنجليزية)